# Allocosa schubotzi
Allocosa schubotzi là một loài nhện trong họ wolfspinnen (Lycosidae).
Loài này thuộc chi Allocosa. Allocosa schubotzi được Embrik Strand miêu tả năm 1913.